# آغوزکتی (نور)
آغوزکتی (نور)، روستایی از توابع بخش چمستان شهرستان نور در استان مازندران ایران است.

## جمعیت
این روستا در دهستان لاویج قرار دارد و براساس سرشماری مرکز آمار ایران در سال ۱۳۸۵، جمعیت آن ۲۳ نفر (۵خانوار) بوده‌است. مردم این روستا به زبان مازندرانی صحبت میکنند.